# Dialecto hichiku
El dialecto Hichiku(肥筑方言 Hichiku hōgen) es el dialecto del Idioma japonés hablado en Kyushu occidental.

## Sub-dialectos
- Dialecto Hakata (Prefectura Fukuoka occidental)
- Dialecto Chikugo (Prefectura de Fukuoka sureña)
- Dialecto Chikuhō
- Dialecto de Saga
- Dialecto de Nagasaki
- Dialecto Kumamoto
- Dialecto de Hita
- Dialecto Iki
- Dialecto de Gotō
- Dialecto de Tsushima